# Gliese 581 e
Gliese 581e es un exoplaneta (planeta por fuera del Sistema Solar) que se encuentra a aproximadamente 20 años luz, en la Constelación de Libra. Tiene unas 1.9 veces la masa de la Tierra, por lo que es uno de los exoplanetas descubierto más pequeño, con un tamaño bastante cercano al de la Tierra. Tiene una órbita muy cercana a su estrella madre, equivalente a 0.03 UA, lo que hace difícil que posea una atmósfera. Debido a esto, se encuentra fuera de la zona habitable de su sistema estelar, ya que la citada cercanía a su estrella hace que tenga temperaturas superiores a los 100 °C, las cuales hacen casi imposible la presencia de agua líquida, y por lo tanto de formas de vida que la requieran. Gliese 581e completa una órbita a su estrella en aproximadamente 3,15 días.

## Descubrimiento
El planeta fue descubierto por el equipo de astrónomos de Michel Mayor del Observatorio de Ginebra en Suiza utilizando el instrumento HARPS del Observatorio Meridional Europeo ubicado en la La Silla, Chile con su telescopio de 3,6 metros de longitud.
El descubrimiento fue anunciado el 21 de abril de 2009. El equipo de Mayor empleó las técnicas de velocidad radial en la cual el tamaño y la masa de un planeta son determinados con base en la pequeña perturbación que este causa en la órbita de su estrella madre y su gravedad.